# 凯丽·安·戴维斯
凯丽·安·戴维斯（英語：Ceri Ann Davies，1978年12月15日—），澳大利亚女子草地滚球运动员。她曾代表澳大利亚参加2006年英联邦运动会草地滚球比赛，获得女子三人银牌。